# Turbanella varians
Turbanella varians is een buikharige uit de familie Turbanellidae. Het dier komt uit het geslacht Turbanella. Turbanella varians werd in 1976 voor het eerst wetenschappelijk beschreven door Maguire. 